# Jean-François Édouard Glas
Pour les articles homonymes, voir Glas (homonymie).
Jean-François Édouard Glas est un homme politique français né le 13 octobre 1813 à Givors (Rhône) et mort le 25 juin 1896 dans le 2e arrondissement de Lyon.

## Biographie
Propriétaire terrien, il est maire de Givors et représentant du Rhône de 1871 à 1876, oscillant entre le centre-gauche et le centre-droit. À son décès, il exerce l'activité de négociant.

## Sources
- « Jean-François Édouard Glas », dans Adolphe Robert et Gaston Cougny, Dictionnaire des parlementaires français, Edgar Bourloton, 1889-1891 [détail de l’édition]